# Szarvasfélék

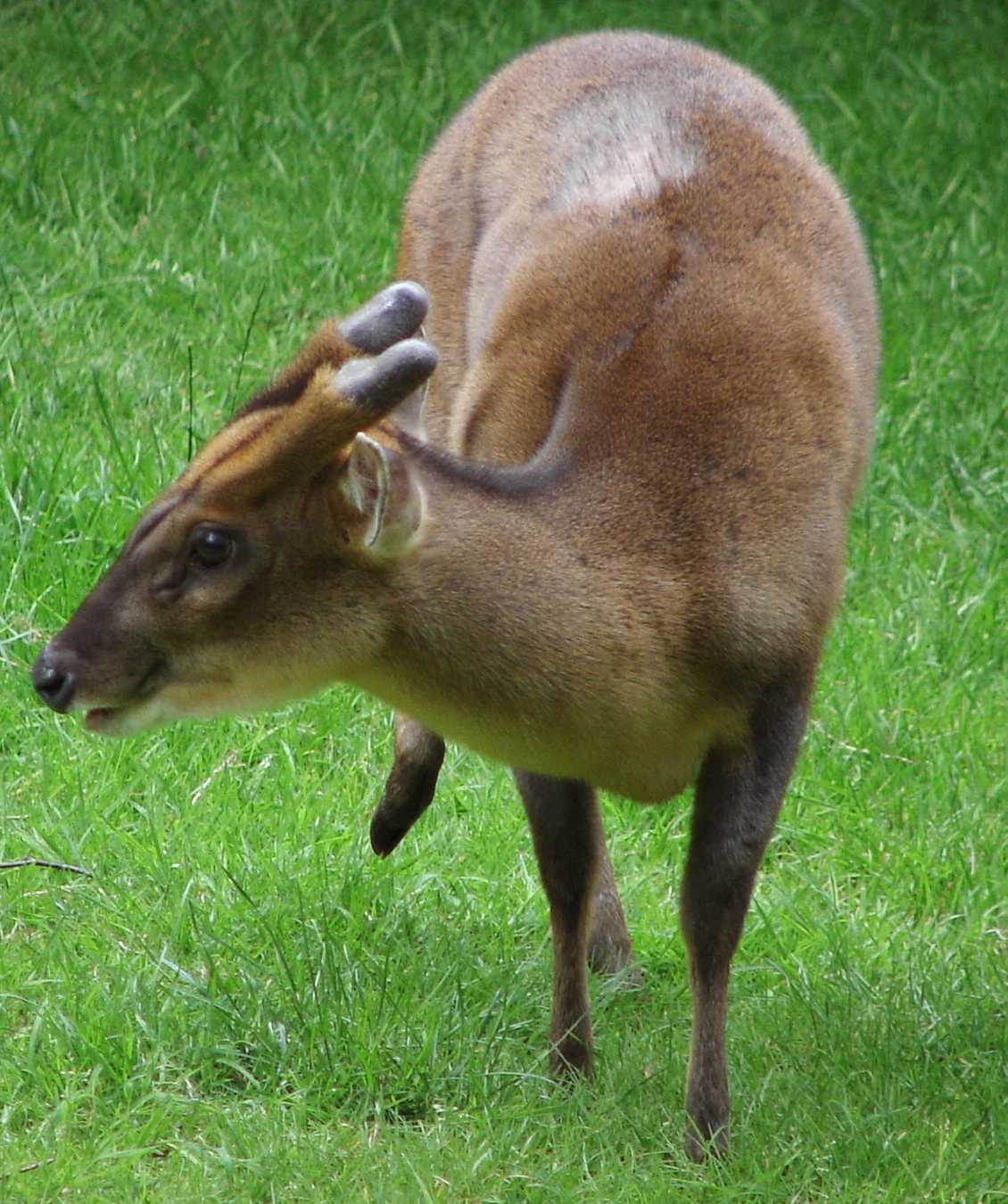
Indiai muntyákszarvas hímje (Muntiacus muntjak)

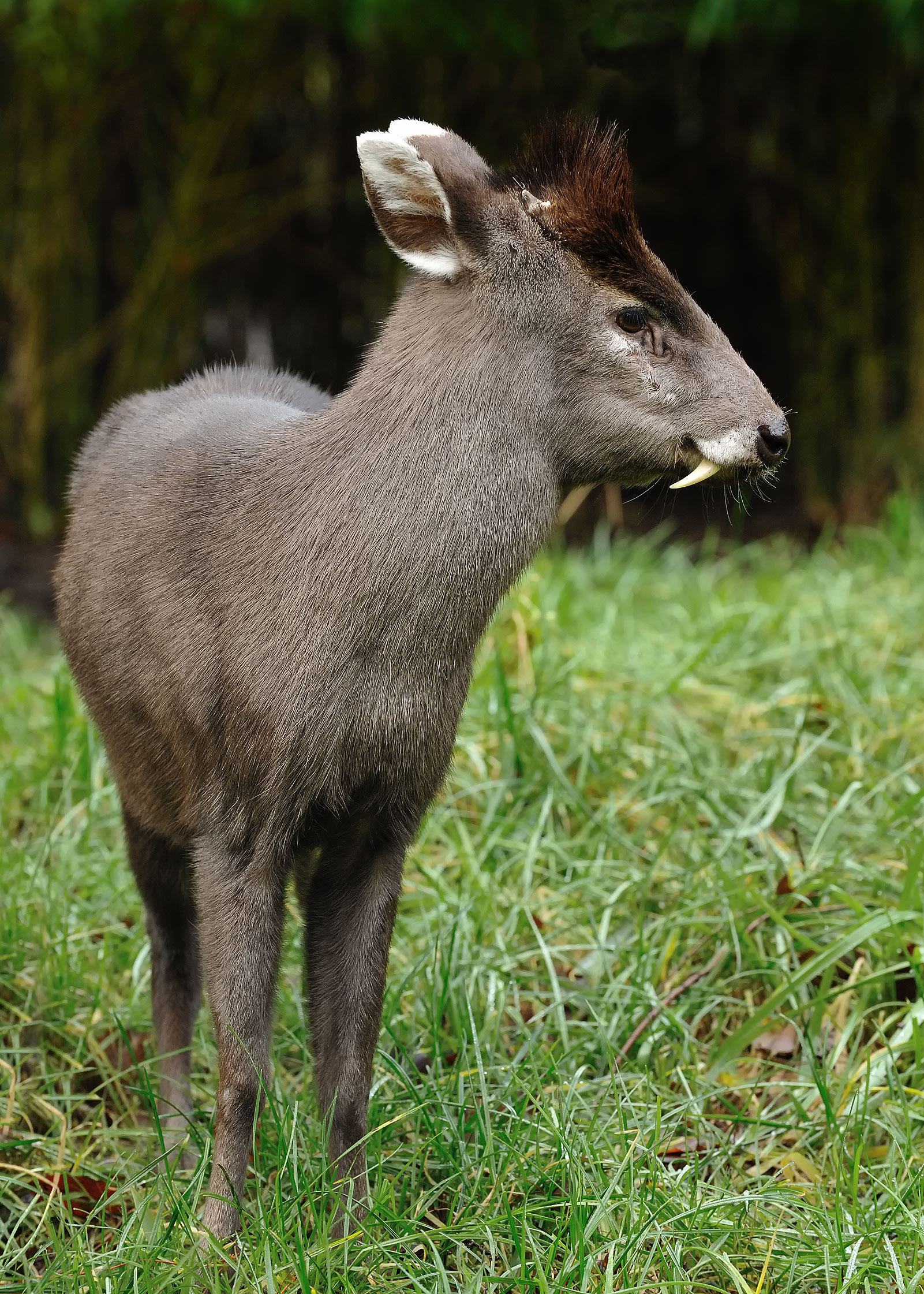
Bóbitás szarvas (Elaphodus cephalophus)

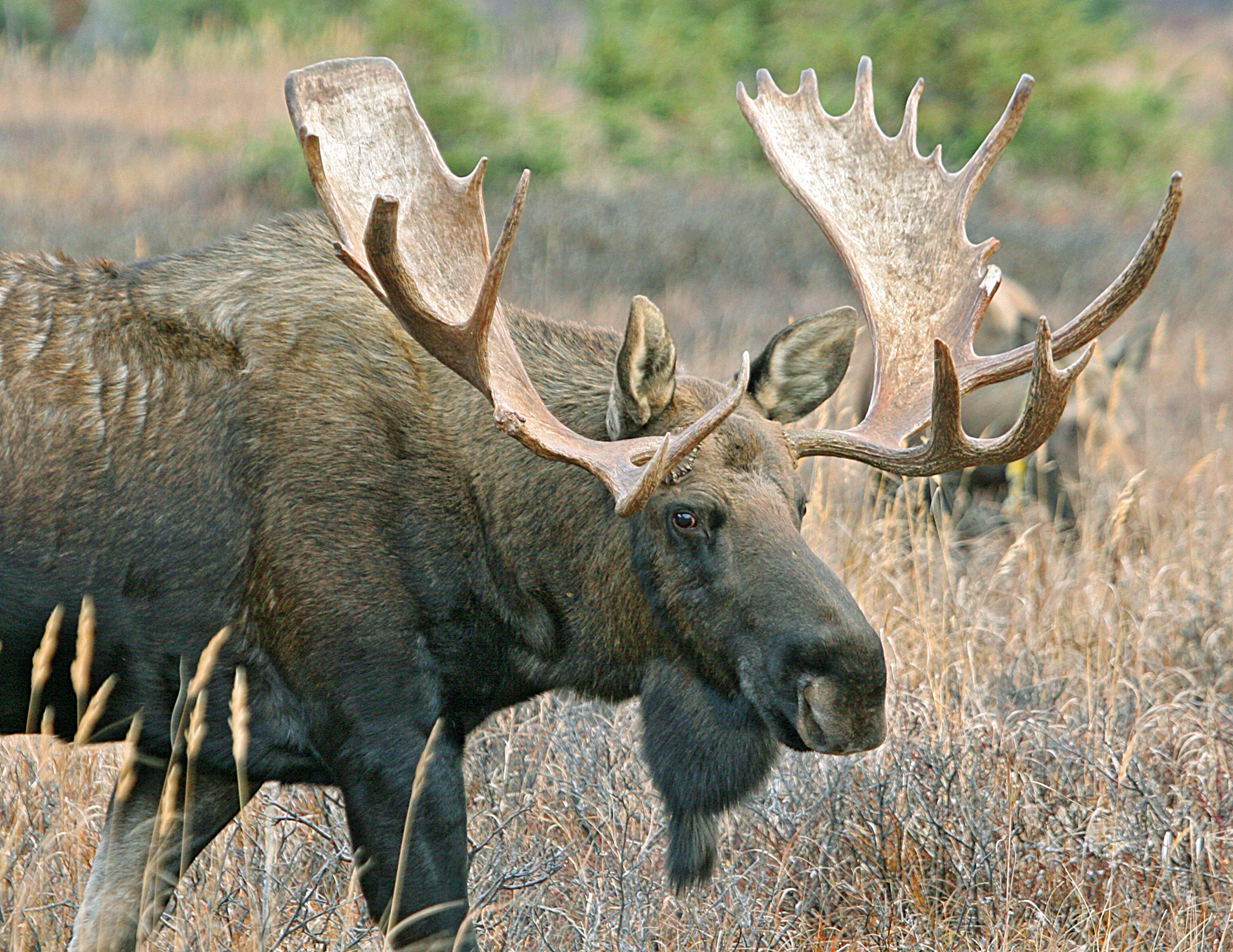
Jávorszarvas bika (Alces alces)

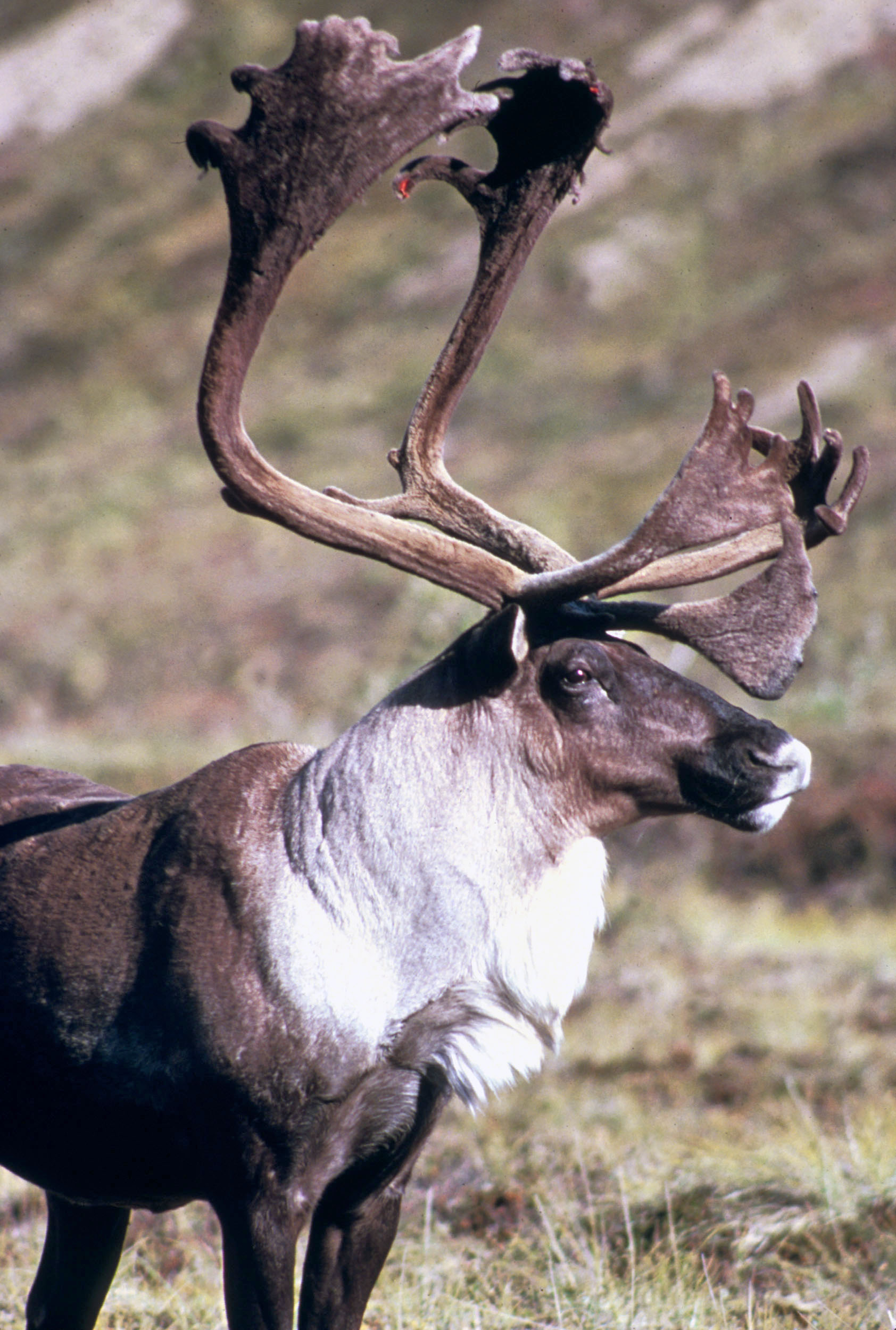
Rénszarvas (Rangifer tarandus)

A szarvasfélék vagy szarvasok (Cervidae) az emlősök (Mammalia) osztályába és a párosujjú patások (Artiodactyla) rendjébe tartozó család.
A családba ötvenöt recens faj tartozik, ezekből egy, a Schomburgk-szarvas (Rucervus schomburgki) kihalt a túlvadászás miatt. Az elfogadott fajok mellett bizonytalan helyzetűek, illetve a recens nemekben fosszilis fajok is vannak.
Ebben az emlőscsaládban korábban négy alcsaládot tartottak számon, azonban az újabb DNS-vizsgálatok, melyek a mitokondriális citokróm-b gént voltak hivatottak feltérképezni, azt mutatták, hogy a szarvasféléken belül, csak két alcsalád van. A muntyákszarvasformákat (Muntiacinae) behelyezték a szarvasformák (Cervinae) közé, míg a magányos víziőz (Hydropotes inermis) az őzformák (Capreolinae) alcsaládjába került; azonban mivel alaktanilag eléggé eltér új alcsaládjának többi tagjától, egyes rendszerezők még mindig a hagyományos alcsaládjába sorolják be.
A legkorábbra tehető szarvaskövületet az európai oligocén rétegben találták meg. A későbbi ősszarvasok nagyobb testűek voltak és agancsuk is fejlettebb volt. Ilyen faj a késő pleisztocén korból származó leletekben megtalált Eucladoceros és az óriásszarvas (Megaloceros giganteus), amely agancsának fesztávolsága elérte a 3,65 métert.
A szarvasfélék nagy területen terjedtek el. A család fajai megtalálhatók minden kontinensen az Antarktisz és Ausztrália kivételével; az utóbbira betelepítettek néhány fajt. Észak-Afrikában manapság csak egy faj él, ez a gímszarvas, amelynek utolsó példányai az Atlasz-hegységbe szorultak vissza.
A szarvasfélék a párosujjú patások második legnagyobb családja. A víziőz kivételével mindegyik fajnak van agancsa. A víziőz és a Muntiacini-fajok felső szemfoga meghosszabbodott. Az állandó szarvú antilopokkal ellentétben a szarvasfélék agancsa minden évben elhull, és a következő évben újra kinő. Bár a pézsmaszarvasfélék (Moschidae) családjának a nevében a „szarvas” szó is szerepel, ezek nem tartoznak ide. A pézsmaszarvasfélék konvergens evolúciót mutatnak a muntyákszarvasformákkal, de leginkább a víziőzzel, mivel azok felső szemfogai is meghosszabbodtak, agancsuk pedig nincsen.

## Elnevezés
A szarvasfélék hímjét bikának, a nőstényt tehénnek, a szaporulatot ünő- vagy bikaborjúnak nevezzük, a második éves nőivarú egyed neve ünő. Kivétel az őz és a víziőz, amelyek hímje a bak, nősténye a suta és fiatal egyedei a bakgida és sutagida.

## Előfordulásuk
A család fajainak élőhelyei nagyon eltérőek: a tundrától a trópusi esőerdőkig. Bár a szarvasféléket sokszor az erdőkkel társítjuk, sok faj az erdők és füves puszták közötti átmeneti területen él. A legtöbb nagy testű faj a mérsékelt övi lombhullató erdőkben, a magashegyi vegyes fenyvesekben, a trópusi időszakosan száraz erdőkben vagy a füves pusztákon él. Mivel lerágják a fiatal fák kérgét és így elpusztítják a sarjadékot, gyakran utat nyitnak az aljnövényzetnek (füvek, lágy szárú növények). Néha belekóstolnak a kultúrnövényekbe is. Ahhoz, hogy egy adott helyen egészséges állomány alakuljon ki, erdőkre vagy legalább cserjesekre van szükség.
A sűrű erdőket kedvelik, a nyílt térségeket kerülik az olyan kisebb fajok, mint a nyársasszarvasok és törpeszarvasok Közép- és Dél-Amerikában, valamint az ázsiai muntyákszarvasformák, éppen a névadó indiai muntyákszarvas kivételével. Némely fajok egy-egy konkrét élőhelyre specializálódtak, és csak ezeken fordulnak elő, így egyes szarvasfélék csak a hegyvidéken, mások a sztyeppén, mocsárban vagy a mocsár és a sivatag közti élőhelyeken élnek. Néhány faj a sarkvidék közelébe húzódott: ilyen a rénszarvas, amely az arktikus tundrán és tajgán él, valamint a jávorszarvas, amely a tajgán és környékén található meg. Az andesi villásszarvasok azt az ökológiai fülkét töltik be, amit az Óvilágban a kecskeformák; borjaik a többi szarvasborjútól eltérően inkább kecskegidaszerűen játszanak.
A legtöbb észak-amerikai szarvasfaj a kanadai Sziklás-hegység és a Columbia-hegység között, vagyis a kanadai Alberta tartomány és Brit Columbia között él. Itt megtalálható mind az öt észak-amerikai szarvasfaj: a jávorszarvas, a vapiti, a rénszarvas, a fehérfarkú szarvas és az öszvérszarvas.
A térségben több természetvédelmi területet is kialakítottak. Brit Columbiában:
- Mount Revelstoke Nemzeti Park
- kanadai Glacier Nemzeti Park
- Yoho Nemzeti Park
- Kootenay Nemzeti Park

Alberta és Montana államban:
- Banff Nemzeti Park
- Jasper Nemzeti Park
- Glacier Nemzeti Park

A hegyvidéki élőhelyek nagyon változatosak lehetnek: vannak közöttük nedves vegyes fenyvesek és lombhullató erdők, száraz havasalji tűnyalábos fenyőerdők és borókások. A hegyek közé bevágódó folyóvölgyek mozaikszerűvé teszik az élőhelyeket, változatossá a szarvasfélék növényi táplálékát. A legszűkebb a ritka erdei karibu (a rénszarvas egyik alfaja) élőhelye: ez csak a legmagasabb hegyek tundráin, a hótakaró közelében található meg. A hegyekben a vapiti és az öszvérszarvas a legelterjedtebb. Ezek életmódja kissé nomád, ugyanis rendszeresen vándorolnak a magas hegyekből a hegylábi erdőkbe és vissza. A vapitik egyes csordái állandóan a hegylábakon és a folyóvölgyekben laknak, megosztva élőhelyüket a fehérfarkú szarvassal. Mivel a kanadai Sziklás-hegység lábainál az erdőirtások hatására a lombhullató erdők lassan átveszik a fenyőerdők helyét, a fehérfarkú szarvasok élettere manapság megnőtt. A fehérfarkú szarvasok Calgarytól és Edmontontól északra, a prériken is megtalálhatók, de ott a jávorszarvassal élnek együtt. (Amerika Nagy Prérijén a vapitik, amerikai bölények és villásszarvú antilopok csordái élnek.)
Eurázsiában található a legtöbb szarvasfaj, ezek közül a legtöbb az ázsiai kontinensen él. Európában sokkal kevesebb a növény– és állatfaj, de gímszarvasok, európai őzek és európai dámvadak rengeteg parkban és rezervátumban élnek. Ezeket a fajokat már régóta európainak tekintik, bár megtalálhatók Anatóliában, a Kaukázusban és Északnyugat-Irán területein is. Az európai dámvad már a legutóbbi jégkorszak idején megtalálható volt Európa nagy részén, de aztán visszaszorult az Anatóliai-félszigetre. A mai európai dámvadak az ember által betelepített állatok leszármazottai; ezeket először a Földközi-tenger térségébe telepítették, aztán Európa többi részébe. Először vadasparkokba telepítették őket, de aztán néhány állat elszabadult és létrejött a vadállomány. Az európai szarvasfélék korábban megosztották lombhullató erdeiket a tarpánnal, az őstulokkal és az európai bölénnyel; a tarpánt és az őstulkot az ember kiirtotta. Európában jó szarvasmegfigyelő helyek a Skót-felföld, az osztrák Alpok, valamit Ausztria és Magyarország, illetve Csehország határvidékének mocsaras területei. Kitűnő európai rezervátumok a spanyolországi Doñana Nemzeti Park, a hollandiai De Hoge Veluwe Nemzeti Park, a belgiumi Ardennek és a fehéroroszországi Belavezsszkaja Puscsa Nemzeti Park. Spanyolországban, Kelet-Európában és a Kaukázusban még vannak olyan érintetlen erdők, ahol tömegesen élnek szarvasfélék. Ezeken a helyeken más, korábban Európában elterjedt, de manapság ritka állatok is találhatók, mint például az európai bölény, az eurázsiai hiúz, az ibériai hiúz, a szürke farkas és a barna medve.
Ázsiában a legtöbb nagy testű szarvasféle a mérsékelt övi vegyes lombhullató erdőkben, a hegyvidéki fenyvesekben és a tajgában él, főleg Észak-Korea, Mandzsúria (Északkelet-Kína) és az Usszuri-völgy (Oroszország) határvidékén – e helyeken nőnek a világ legnagyobb lombhullató erdei és fenyvesei. Itt megtalálható a szibériai őz, a szikaszarvas, a vapiti és a jávorszarvas. E térség legészakibb területeit a szibériai tundra rénszarvas (Rangifer tarandus sibiricus) uralja.
A szikaszarvast, a fehérajkú szarvast, a közép-ázsiai gímszarvasokat és a vapitit a Han-dinasztia idején a kínaiak, a török népek, a tunguz népek, a mongolok és a koreaiak tenyésztették. Akárcsak a számik Finnországban és Skandináviában, úgy a tunguzok, mongolok és türkök is Dél-Szibériában, Észak-Mongóliában és az Usszuri térségében félig szelídített ázsiai rénszarvas csordákat tartottak.
A trópusi Ázsiában a legtöbb nagy testű szarvas Dél-Ázsiában, India északi részén levő Hindusztáni-alföldön és Nepál Terai régiójában él. Ezeken a termékeny helyeken időszakosan nedves és száraz lombhullató erdők, száraz és nedves szavannák vannak; ott élnek a pettyes szarvasok, a disznószarvasok, a mocsári szarvasok, az indiai számbárszarvasok és az indiai muntyákszarvasok. A legelő fajok nagy csordákban élnek, így a ritka mocsári szarvas és a nagyon elterjedt pettyes szarvas is. A számbárszarvas is élhet nagy csordákban, de inkább a magányt kedveli, vagy néha kisebb csordákba verődik; legnagyobb csordái Srí Lanka szigetén alakultak ki. A disznószarvas kimondottan magányos, az indiai muntyákszarvasnál ritkább állat. India és Nepál nemzeti parkjai közül a szarvasfélék közismert élőhelyei:
- Kanha Nemzeti Park,
- Dudhwa Nemzeti Park,
- Chitwan Nemzeti Park.

Srí Lankán a legtöbb számbárszarvas és pettyes szarvas:
- a Wilpattu Nemzeti Parkban és
- a Yala Nemzeti Parkban él.

Thaiföldön a Chao Phraya folyó völgyében a mezőgazdaság térhódítása előtt a trópusi lombhullató erdők és nedves szavannák disznószarvasoknak, az azóta kihalt Schomburgk-szarvasoknak, líraszarvasoknak, indiai számbárszarvasoknak és indiai muntyákszarvasoknak adtak otthont. Thaiföldön a disznószarvas és a líraszarvas ritka, viszont sok számbárszarvas és indiai muntyákszarvas él védett parkokban, ilyen a Khao Yai Nemzeti Park is.
Sok dél-ázsiai vagy délkelet-ázsiai szarvasfaj megosztja élőhelyét más nagy testű, növényevő állattal:
- ázsiai elefánt,
- több ázsiai orrszarvú faj,
- számos antilop:
  - nilgau antilop,
  - négyszarvú antilop,
  - indiai antilop és
  - indiai gazella;
- vad tulokformák (Bovinae):
  - vad vízibivaly,
  - gaur,
  - banteng és
  - kouprey.

A növényevők főleg azért élhetnek együtt, mert mindegyik más részét fogyasztja ugyanannak a növénynek, vagy más-más növénycsoporttal táplálkozik, de azért a versengés is valószínű.
A 19. században hat szarvasfajt:
- európai dámvad,
- gímszarvas,
- számbárszarvas,
- disznószarvas,
- sörényes szarvas és
- pettyes szarvas

betelepítettek Ausztráliába is.
A gímszarvast az angol és skót állományokból 1851-ben telepítették be Új-Zélandra. Az 1960-as évektől megszelídítették őket, és mostanra közönséges háziállatnak számítanak a szigetországban. A gímszarvason kívül még hét fajt telepítettek Új-Zélandra, de ezek kevésbé lettek sikeresek.

## Megjelenésük

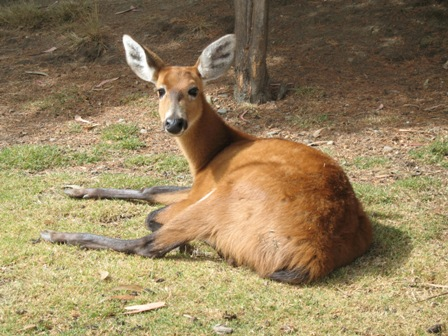
Lápi szarvas (Blastocerus dichotomus)

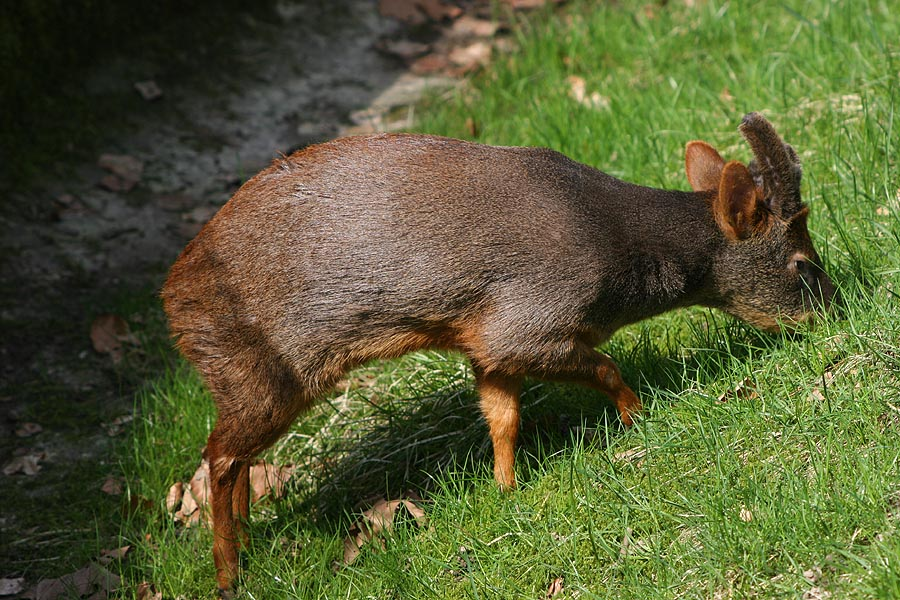
A déli törpeszarvas (Pudu puda) a legkisebb szarvasfaj

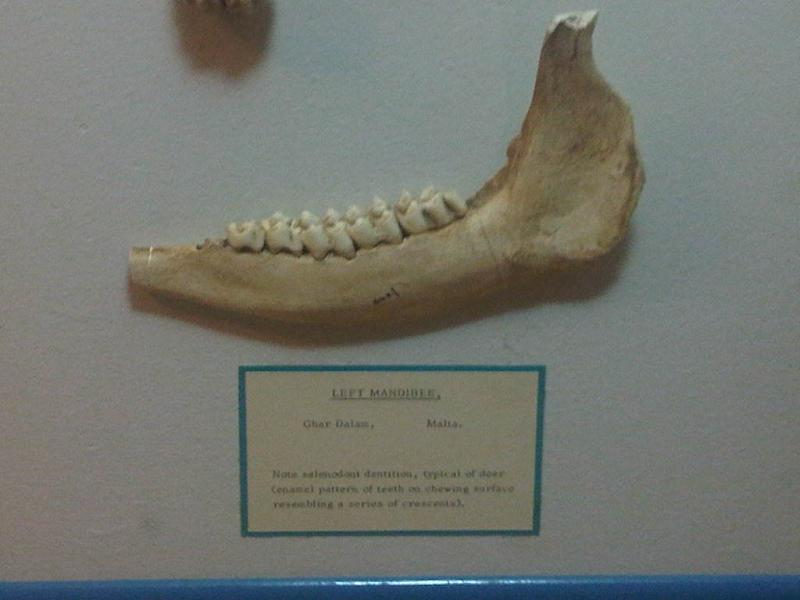
Egy fosszilis gímszarvas állkapocscsontjának a bal oldala

A ma élő szarvasfélék mérete a 8–10 kilogrammos északi törpeszarvastól a 200–700 kilogrammos jávorszarvasig változik. Testük általában karcsú, gerincük egyenes és hosszú. Erős lábukkal jól futnak az erdős talajon, kitűnően ugranak és úsznak.
Kérődzők, négy részből álló összetett gyomorral. A nyelőcső után a bendő (rumen) található, majd a recésgyomor (reticulum) következik. A harmadik rész a leveles vagy százrétű gyomor (omasus), az oltógyomor (abomasus). Ezzel a rendszerrel a füveket, a leveleket és kérgeket is meg tudják emészteni. Fogazatuk jól alkalmazkodott a növényevéshez; mint a többi kérődzőnek, a szarvasféléknek sincsenek felső metszőfogai, helyükön a szájpadlás kemény nyúlványa található. Egyes fajok, mint a Rùm-szigeti gímszarvas vagy a rénszarvas, az állati eredetű táplálékot is megeszik, ha hozzájutnak. A víziőz, a bóbitás szarvas és a muntyákszarvasok felső szemfogai meghosszabbodtak, míg más fajoknál a felső szemfog gyakran hiányzik. Őrlőfogaikon félkör alakú a fogzománc, ami igen változatos növények fogyasztását teszi lehetővé. A szarvasfélék fogképlete:
{\displaystyle {\tfrac {0.01.3.3}{3.1.3.3}}}
Majdnem az összes faj szeme előtt szagmirigy van; az állat területének határát ezzel az erős szagú feromonnal jelöli meg. Sok faj bikája szélesre széttárja mirigyeit, amikor mérges vagy izgatott. Mindegyik szarvasfélének epehólyag nélküli mája van. Szemükben egy tapetum lucidum nevű fényvisszaverő réteg segíti éjjeli látásukat.

### Agancsuk

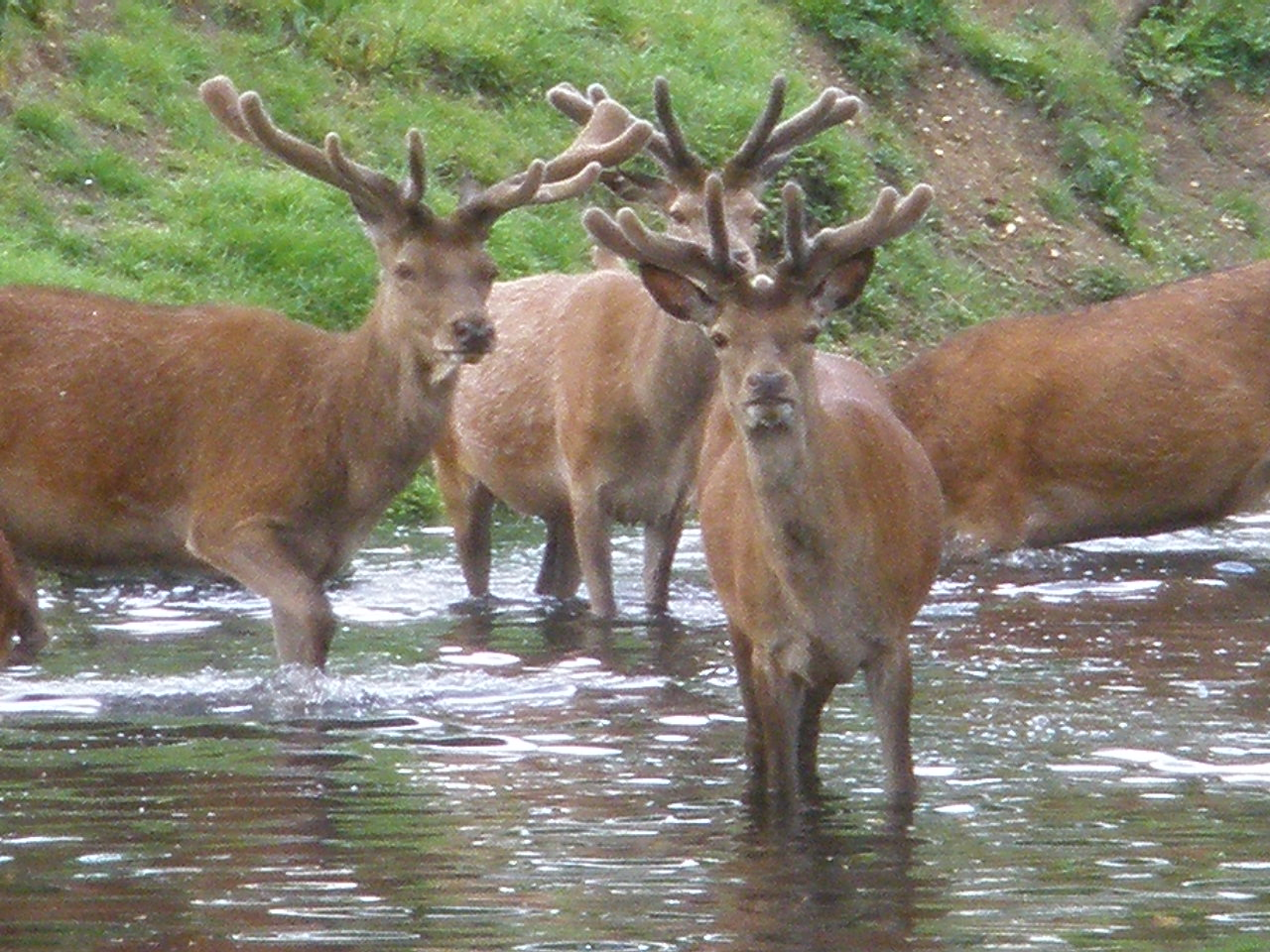
E gímszarvasoknak még hánccsal borított az agancsuk

A víziőz kivételével az összes szarvasféle bikájának fején agancs ül. Ritkán a nősténynek is nőhet csökevényes agancsa, de kifejlett agancsa csak a rénszarvas nőstényének van. Az agancsokat minden évben levetik, és helyette újat növesztenek. Az agancs az úgynevezett rózsatőből nő ki. A fejlődő agancsot vérerekben gazdag bőr, úgynevezett háncs borítja. A szarvasbőgés kezdete előtt a háncs alatt az agancs megcsontosodik, majd a szarvas ledörzsöli róla a háncsot. A párzási időszak után az agancs és a rózsatő között puha, porcos szövet képződik, ami elősegíti az agancs leválását.
A vadászok gyakran úgy követik a szarvasok mozgását, hogy megfigyelik „dörzsölő helyeiket”, ugyanis a bikák úgy jelölik meg területük határait, hogy a fákhoz dörzsölik szagmirigyeiket.
A párzási időszakban a bikák agancsukat egymásnak feszítve küzdenek meg. A kihívó először körüljárja ellenfelét, aztán meggörbíti lábait, lehajtja fejét és támad.
Minden fajnak sajátos, rá jellemző alakú agancsa van – így például a fehérfarkú szarvas agancsán egy felfelé álló főágból ágazik ki több kisebb, szétálló ágacska, a dámszarvas és a jávorszarvas agancsa viszont lapátos. Az öszvérszarvas legközelebbi rokona a fehérfarkú szarvas, de az öszvérszarvas agancsa közvetlenül a tő fölött kettéágazik, a majd ez a két ág ismét kettéágazik. Ezért a két faj agancsa különböző, bár ugyanabban a nemben vannak. Sok faj fiatal bikáinak sőt, egyes fajok – így a nyársasszarvasok és a törpeszarvasok – felnőtt egyedeinek agancsa csak egyágú, egyenes képződmény.
Sok valódi szarvasnak nagyméretű, lenyűgöző fő agancsága nő több kisebb mellékággal; ezt a formát a vadászok és a gyűjtők igen nagyra értékelik. Az őzformák között is van négy olyan faj, amelyeknek agancsa igen keresett és népszerű. Ezek:
- jávorszarvas,
- rénszarvas,
- fehérfarkú szarvas,
- öszvérszarvas.

A fehérfarkú szarvas legcsodálatosabb agancsai a Nagy-síkság (Great Plains) texasi részéről és a Nagy-tavak mellékén, a Tó-vidéken (Lakes Section) kerültek elő. Az aranyérmes öszvérszarvas bikákat a Sziklás-hegységben, az USA délnyugati részén és Észak-Mexikóban lövik. A legszebb agancsú jávorszarvasok és rénszarvasok Szibériában, Kanadában és Alaszkában élnek. Ha egy vapiti vagy gímszarvas agancsa 14 pontos, azt „császárinak” nevezik, ha 12 pontos, akkor „királyi”. Néha egyes gímszarvas bikáknak nem nő agancsa; ezek teste nagyobbra nő, mint az agancsosoké.

### Szokatlan megjelenésű példányok

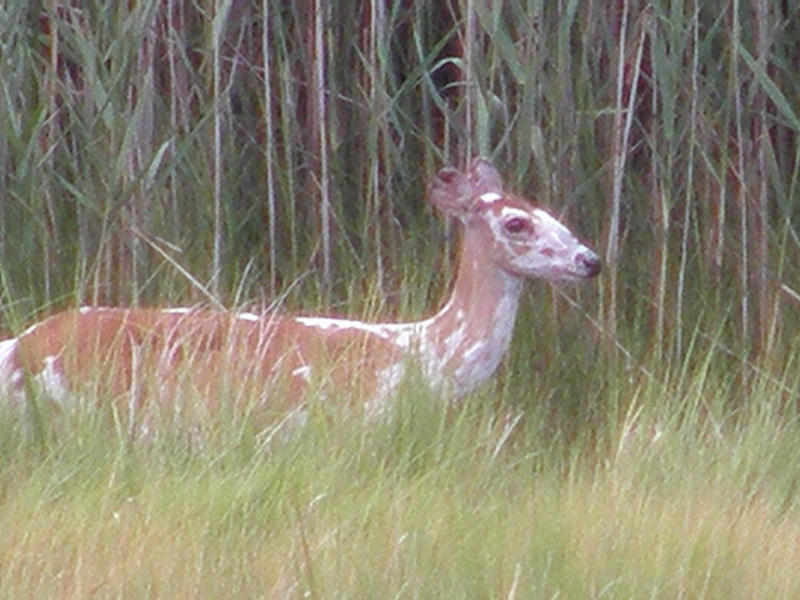
Egy tarka szarvas Virginia államban

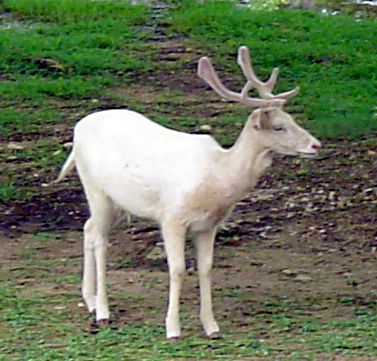
Egy fehér szarvas

Tarkának mondjuk a barnafehér mintás szőrzetű szarvast, ha ezt a rendellenességet nem élősködő vagy betegség okozta. Néha teljesen fehér szarvasok is születnek. A különleges színezet mellett a szarvasfélék további rendellenességei: domború homlok, túl hajlott gerinc, hosszú farok, rövid lábak, rendezetlen fogazat.
A fehér szarvasok legnagyobb csordája New York állam Seneca megyéjében él. Az Egykori Seneca Katonai Raktár Természetvédelmi Területre (Conservation Area of the former Seneca Army Depo) fehér színű fehérfarkú szarvasok kezdtek beköltözni. Az USA katonasága átadta a területet a fura színű bevándorlóknak, a rendes színű példányok számát tervezett kilövésekkel tartják kordában. A fehér szarvasok szokatlan színét egy recesszív gén okozza.

## Táplálkozásuk
A szarvasfélék válogatós állatok. Általában az aljnövényzettel, főleg bokrok leveleivel táplálkoznak. Gyomruk a többi kérődzőénél kisebb, nem specializálódott, ezért nagyobb tápértékű növényeket kell enniük. Mivel nagyjából olyan sokat esznek, mint a juhok és a szarvasmarhák, a szarvasfélék kiválasztják a legzsengébb hajtásokat, a fiatal leveleket, füveket, ágacskákat, gyümölcsöket, gombákat és zuzmókat.

## Szaporodásuk
A tehenek, suták általában egy vagy két, nagyon ritkán három borjat ellenek. A vemhesség tíz hónapig tart. A legtöbb faj újszülött borja fehéren pettyezett; ahogy nő, a pettyek eltűnnek. Az újszülött élete első húsz percében megtanul járni. Az anyaállat addig nyalogatja borját, amíg az szagtalanná válik, így a ragadozók nehezebben találnak rá. A tehén (suta) sokszor elmegy táplálkozni, ami nem tetszik a borjúnak, és követni próbálja anyját. Néha a tehén (suta) lábával óvatosan a földre nyomja kicsinyét, hogy maradásra kényszerítse. A borjú egy hétig ül a fűben rejtőzve, amíg elég erős nem lesz ahhoz, hogy követhesse anyját. A két állat egy évig együtt marad, ezután elválnak. A bikák általában nem látják többé anyjukat, a nőstények viszont visszatérnek borjaikkal, és kis csordákba állnak össze.

## Fejlődésük

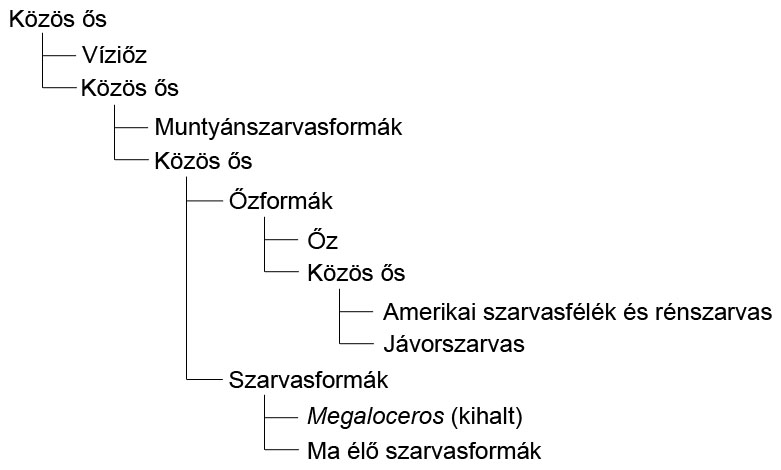
A szarvasfélék korábbi családfája. Az új DNS-vizsgáltok miatt ez a családfa kissé átrendeződött

A szarvasok kifejlődése körülbelül harmincmillió évvel ezelőtt kezdődött. Ezidáig nem került elő jelentős ősszarvas maradvány, csak töredékes csontvázak és agancsok, de amelyek akár szarvasokra hasonlító, más ősállatok testrészei is lehetnek. Valerius Geist szerint a szarvasok kifejlődése több szakaszból áll. A legelső szakaszt egy paleogén időszaki mindenevő, az úgynevezett Protoceras képviseli; ez a kevésbé ismert állat szarvasszerű volt, agancsai nem voltak, viszont csontos képződményeket hordott a fején; körülbelül egy méter marmagasságú lehetett. A neogén földtörténeti időszakban megjelent Syndyoceras egyaránt mutatott szarvas-, zsiráf- és antilopjellemzőket is. A harmincöt millió éves észak-amerikai Syndyoceras-kövületek koponyáin csontkinövések vannak, melyek azonban nem agancsszerűek.
Az oligocén vége felé, a kora Pecora alrendágból származó, ma már fosszilis Gelocidae családból fejlődtek ki az első „kardfogú szarvasok”. A kora miocén korszakban, Eurázsia területén megjelentek a muntyákszarvasok, a család első képviselői, melyek igazi agancsot viseltek. 1994-ben a vietnámi Annamite-hegységben rábukkantak egy óriás muntyákszarvasra, a vietnámi muntyákszarvasra (Muntiacus vuquangensis). Ugyanezt az állatfajt felfedezték Laoszban és Kambodzsában is. A korai muntyákszarvasok méretben igen változatosak voltak; testméretük a nyúlméretűtől a dámszarvas nagyságúig terjedt. Agancsuk mellett, melyeket védekezésre használtak, meghosszabbodott szemfogaik is voltak, melyeket a fajon belüli küzdelmekben használták fel.
A későbbi fajok még nagyobb testűek voltak, és nagyobb aganccsal rendelkeztek; ezeknél, legalábbis egyeseknél a hosszú szemfogak már hiányoztak. Eléggé gyorsan meghódították a többi kontinenst is. A legkorábbi szarvasszerű kövület (egy, a mai muntyákszarvashoz hasonló, Heteroproxnak nevezett állat maradványa) az európai oligocén rétegekből került elő. A későbbi ősszarvasok nagyobbra nőttek és agancsuk is fejlettebb volt. Hamar átvándoroltak Ázsiába, majd Észak-Amerikába is, sőt egy időben Észak-Afrika nagy részét is ezek uralták – itt a berber gímszarvas kivételével már kihaltak. Egyes fajok agancsa igen hatalmasra, bármelyik mai fajénál nagyobbra nőtt. Jellemzően ilyen volt az Eucladoceros és az óriásszarvas, amely agancsának fesztávolsága 3,5–4 méter volt. A legősibb agancsot vedlő faj, a Dicrocerus volt. Ez az állat, körülbelül 30-15 millió évvel ezelőtt élhetett; maradványait Európában találták meg. Egy másik távoli rokon az eocén kori Archaeomeryx, melyet szintén a szarvasfélék ősének tekintenek.

## Rendszerezésük

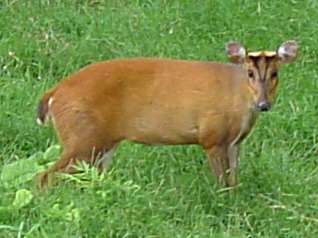
Indiai muntyákszarvas (Muntiacus muntjak)

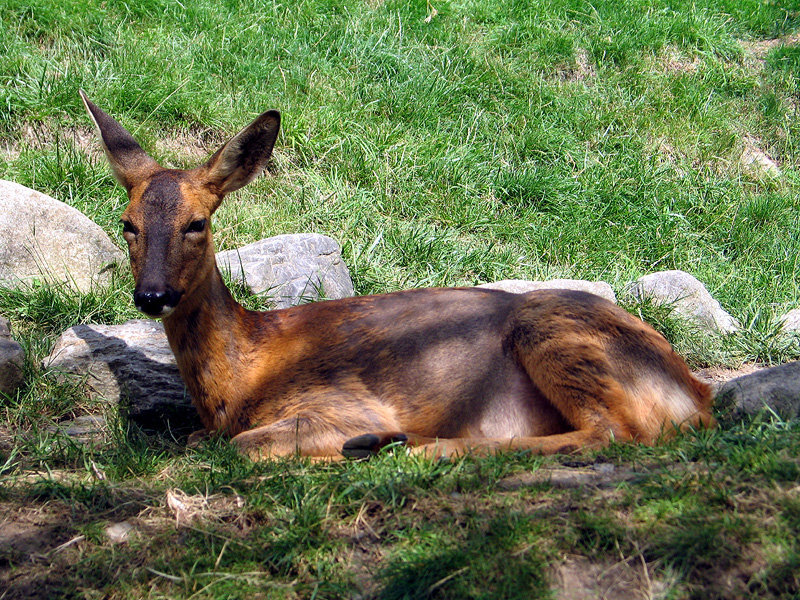
Európai őz (Capreolus capreolus)

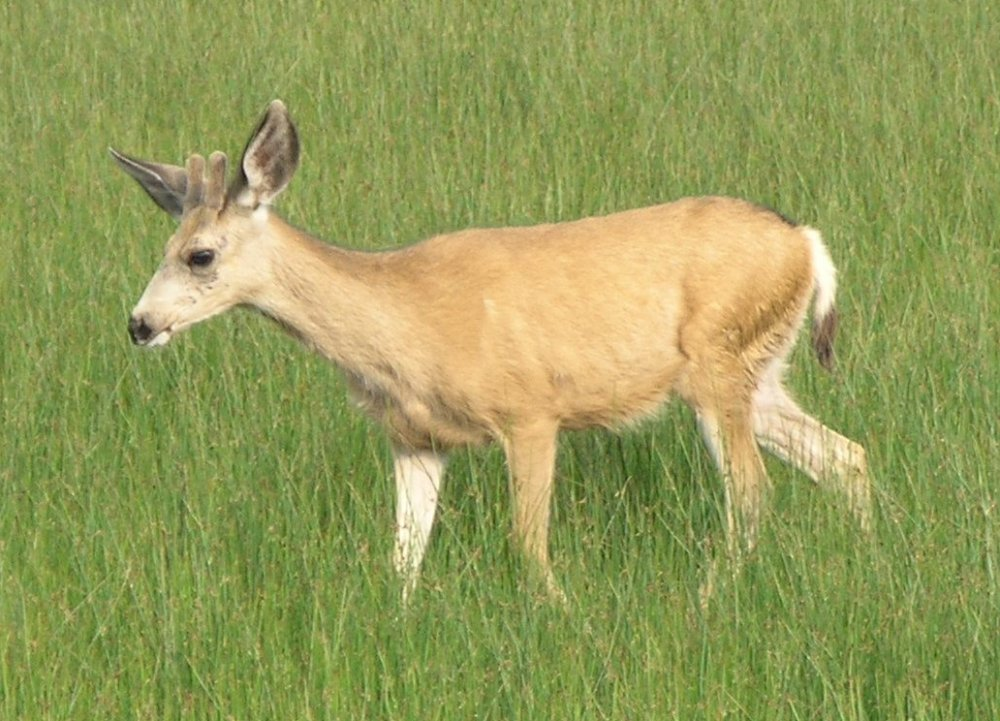
Öszvérszarvas (Odocoileus hemionus)

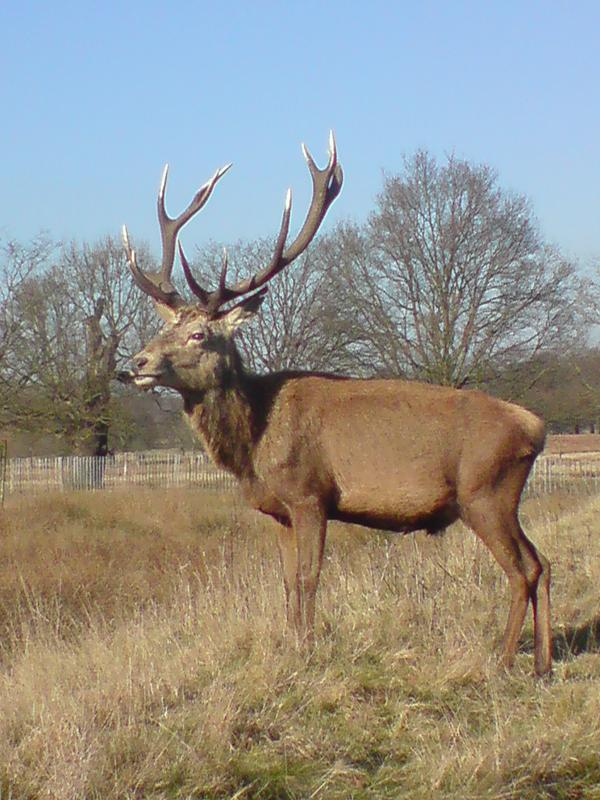
Gímszarvas bika (Cervus elaphus)

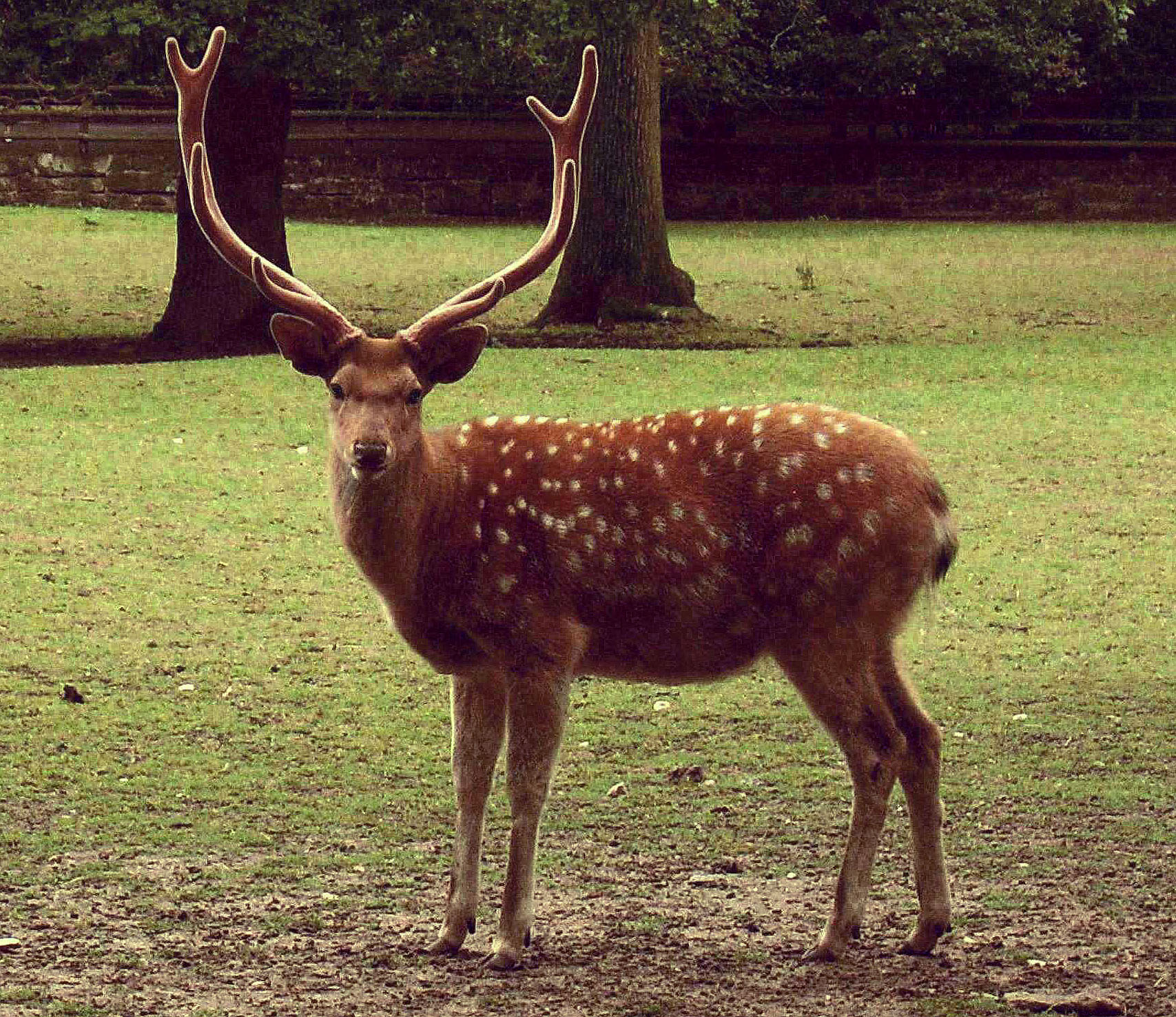
Dybowskiszikaszarvas bika (Cervus nippon hortulorum)

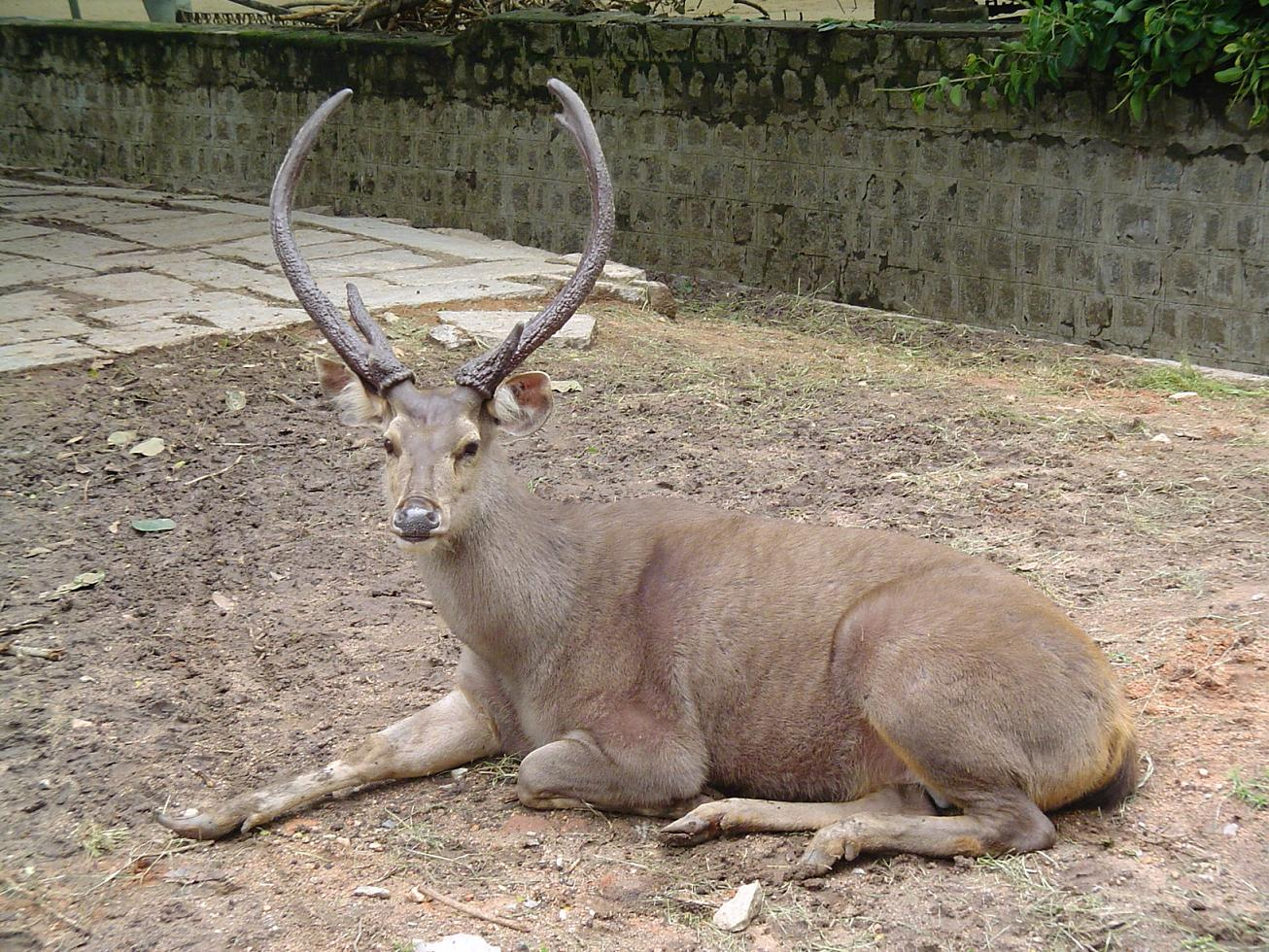
Számbárszarvas bika (Cervus unicolor)

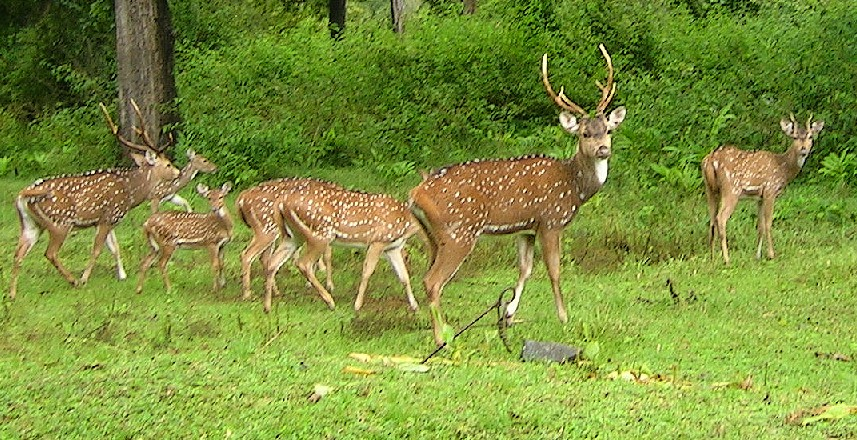
Pettyes szarvasok csoportja (Axis axis)

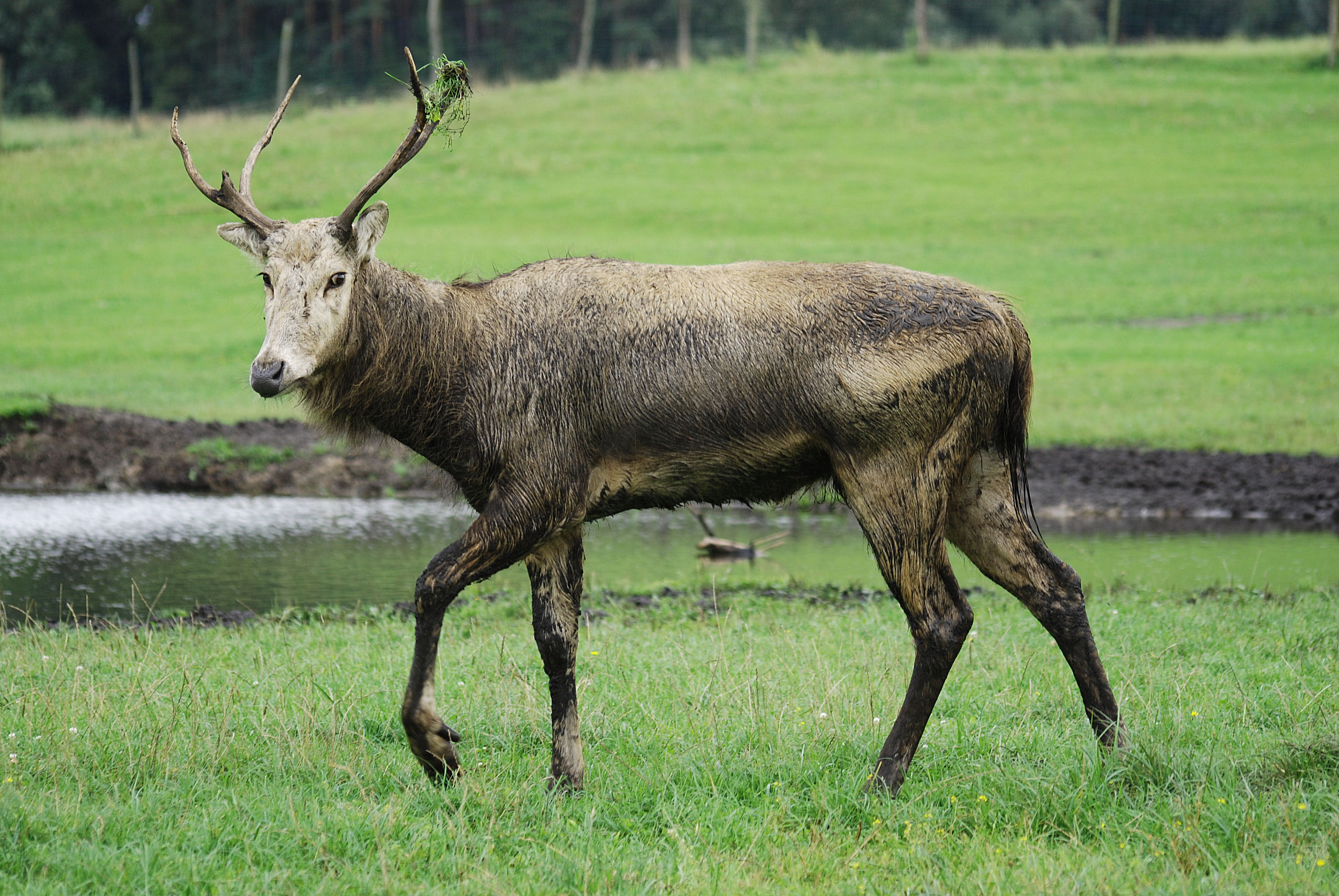
Dávid-szarvas (Elaphurus davidianus)

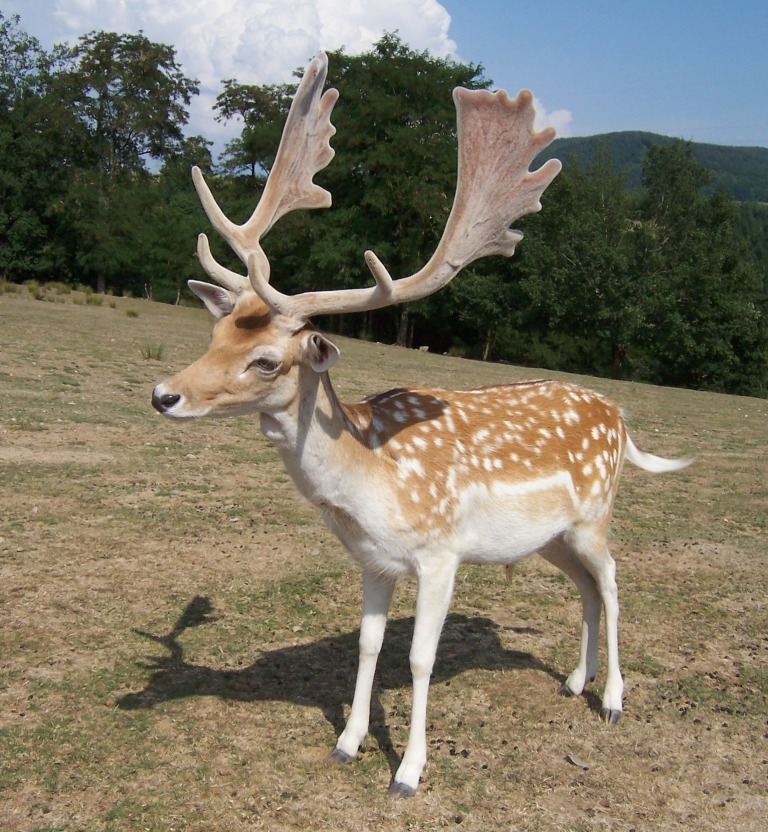
Európai dámvad bika (Dama dama)

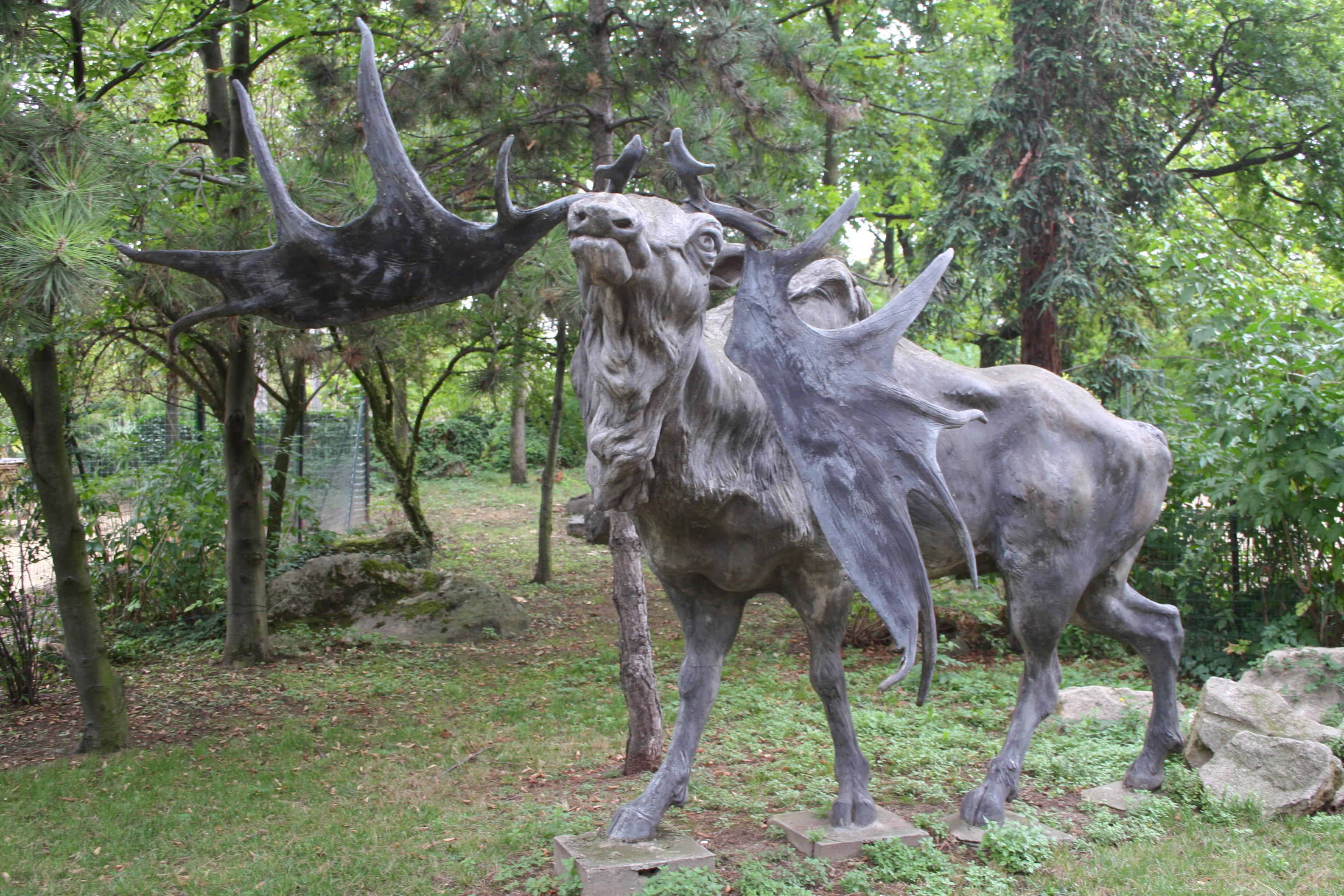
Az óriásszarvas (Megaloceros giganteus) rekonstruált képe alapján készült bronzszobor a párizsi Vincennes Állatkertben. Ez a hatalmas állat a legutóbbi jégkorszakban gyakori volt, Írországban még a 12. századig élt

A családba két alcsalád tartozik:

### Azőzformák(Capreolinae)alcsaládja
Az alábbi lista a következő kutatók munkáin alapul: Randi, Mucci, Claro-Hergueta, Bonnet és Douzery (2001); Pitraa, Fickela, Meijaard, Groves (2004); Ludt, Schroeder, Rottmann és Kuehn (2004); Hernandez-Fernandez és Vrba (2005); Groves (2006); Ruiz-Garcia, M., Randi, E., Martinez-Aguero, M. és Alvarez D. (2007); Duarte, J.M.B., Gonzalez, S. és Maldonado, J.E. (2008). Eddig ez a legmodernebb rendszerezése a szarvasfélék eme ágának, de ez nem azt jelenti, hogy végleges is, mivel még vannak bizonytalan rendszertani besorolású fajok, illetve alfajok. A biológusok még abban sem értenek egyet, hogy valójában melyik őzforma melyikkel rokon vagy, hogy valójában hány állatfaj is tartozik ide.
Az alcsaládba az alábbi két nemzetség és tíz emlősnem tartozik:
- Capreolini
  - Alces Gray, 1821 – egy élő faj
  - őzek (Capreolus) Gray, 1821 – két élő faj és két fosszilis faj
  - Hydropotes Swinhoe, 1870 – egy élő faj

- Rangiferini
  - Rangifer Smith, 1827 – egy élő faj
  - villásszarvasok (Hippocamelus) Leuckart, 1816 – két élő faj és két fosszilis faj
  - nyársasszarvasok (Mazama) Rafinesque, 1817 – tíz élő faj[13]
  - Blastocerus Wagner, 1844 – egy élő faj és két fosszilis faj
  - Ozotoceros Ameghino, 1891 – egy élő faj
  - törpeszarvasok (Pudu) Gray, 1852 – két élő faj
  - Odocoileus Rafinesque, 1832 – két élő faj és öt fosszilis faj

### Aszarvasformák(Cervinae)alcsaládja
Az alábbi lista a következő kutatók munkáin alapul: Randi, Mucci, Claro-Hergueta, Bonnet és Douzery (2001); Pitraa, Fickela, Meijaard, Groves (2004); Ludt, Schroeder, Rottmann és Kuehn (2004); Hernandez-Fernandez és Vrba (2005); Groves (2006); Ruiz-Garcia, M., Randi, E., Martinez-Aguero, M. és Alvarez D. (2007); Duarte, J.M.B., Gonzalez, S. és Maldonado, J.E. (2008); Groves és Grubb (2011). Eddig ez a legmodernebb rendszerezése a szarvasfélék eme ágának, de ez nem azt jelenti, hogy végleges is, mivel még vannak bizonytalan rendszertani besorolású fajok, illetve alfajok. A biológusok még abban sem értenek egyet, hogy valójában melyik szarvasfaj melyikkel rokon, vagy, hogy valójában hány szarvasfaj létezik-e.
Az alcsaládba az alábbi két nemzetség és kilenc-tíz élő szarvasnem tartozik:
- Muntiacini[* 2][15][16]
  - Elaphodus Milne-Edwards, 1872 – egy faj
  - muntyákszarvas (Muntiacus) Rafinesque, 1815 – tizenkét élő faj és három fosszilis faj

- Cervini
  - dámszarvasok (Dama) Frisch, 1775 – két élő faj és két fosszilis faj
  - Axis C. H. Smith, 1827 – egy élő faj és két fosszilis faj
  - mocsári szarvasok (Rucervus) Hodgson, 1838 – az újabb rendszerezés szerint egy élő faj és egy kihalt faj; a líraszarvas (Panolia eldii vagy Rucervus eldii) még vitatott
  - Panolia[17] – egy élő faj
  - Elaphurus H. Milne-Edwards, 1872 – egy élő faj és négy fosszilis faj
  - disznószarvasok (Hyelaphus)[17][18] – négy élő faj
  - számbárszarvasok (Rusa) C. H. Smith, 1827 – négy élő faj
  - Cervus Linnaeus, 1758 – négy elfogadott élő faj; az élő fajok mellett még négy fosszilis faj is van

## Fosszilis szarvasfélék
A család fosszilis nemei a fosszilis szarvasfélék című szócikkben láthatók.

## Hibrid szarvasfélék
Charles Darwin 1859-ben A fajok eredete című könyvében a következőt írta: „Habár én nem ismerek termékeny hibrid állatokat, nekem az a gyanúm, hogy a Cervulus vaginalis és reevesii hibridek [...] teljesen ivarérettek.” Manapság ezt a két muntyákszarvas változatot két külön fajba sorolják. A Cervulus vaginalis a mai indiai muntyákszarvasnak (Muntiacus muntjak) a dél-kínai alfaja, a dél-kínai muntyákszarvas (Muntiacus muntjak vaginalis); míg a Cervulus reevesii a kínai muntyákszarvas (Muntiacus reevesi), amely nem alfaj, hanem önálló faj.
A szarvasfarmokon szarvas hibrideket hoznak létre, hogy növeljék az árucikk változatosságát és mennyiségét. Az észak-amerikai vapitinek és az óvilági gímszarvasnak fogságban termékeny hibridjeik vannak; emiatt korábban azonos fajnak tekintették a két állatot. A természetben a hibrid utódok képtelenek megvédeni magukat ragadozóikkal szemben, ezért a vadonban hibrid állatok nem léteznek. A legújabb DNS-vizsgálatok, viselkedés-tanulmányozás, testfelépítés és agancsjellemzők szerint a korábban egységesnek tartott gímszarvas fajt három csoportra osztották: gímszarvasra, vapitira és közép-ázsiai gímszarvasra (az utóbbi csoportnak a helyzete még nem tisztázott). A hibrid állatok harminc százalékkal nagyobb agancsokat növelnek, mint a szülőállatok. Egy európai gímszarvas állományba vapitikat helyeztek, hogy növeljék az agancstermelés minőségét, de az elvárás nem mindig vált be.
Új-Zélandon, ahol a szarvasfélék betelepített állatok, és nincsenek természetes ragadozóik, a vadonban is létrejöttek gímszarvas–vapiti keverék állományok, sőt gímszarvas–szikaszarvas hibrid állományok is. Új-Zélandon a gímszarvast a Dávid-szarvassal is keresztezték, hogy olyan szarvasokat nyerjenek, amelyek tavasszal ellenek. Az első ilyen hibrideket mesterséges úton hozták létre, az embriókat gímszarvas tehenekbe ültették. Ezek a keverékek csak fogságban maradnak életben, távol a ragadozóktól.
Kanadában úgy vélik, hogy a gímszarvas és hibridjeinek tenyésztése veszélyezteti az őslakos vapitit, míg Nagy-Britanniában a szikaszarvas veszélyezteti a gímszarvast. A szika–gímszarvas keverékek Nagy-Britanniában először úgy jöttek létre, hogy a szikaszarvas bikák újabb területeket foglaltak el a gímszarvasoktól, és mivel itt még nem voltak szika tehenek, a bikák kénytelenek voltak gímszarvas tehenekkel párosodni. A hibridek ivarképesek lettek. A hibridek ezután akármelyik faj nőstényével párosodhattak (attól függően, hogy melyik fajból volt a több egy adott helyen), így megszüntetve mindkét faj tisztaságát. Nagy-Britanniában sok elszabadult szikaszarvas már keverék volt.
A fogságban az öszvérszarvast és a fehérfarkú szarvast is keresztezték. Mindkét lehetőség (bika öszvérszarvas–suta fehérfarkú szarvas és bika fehérfarkú szarvas–suta öszvérszarvas) sikeresen hozott létre hibrideket. A hibrid borjaknak kevesebb, mint ötven százaléka éli túl élete első hónapjait. Néha a vadonban is észrevesznek hibrid állatokat, de ezek nem élnek sokáig, mivel nem örökölték a túlélésre szolgáló ösztönöket. Az öszvérszarvas ugrándozva szalad, mind a négy lába egyszerre hagyja el és éri a földet. Ez annyira jellegzetes rájuk, hogy csak a száz százalék "tiszta" vérű öszvérszarvasok képesek erre a futásmódra. A fogságban tartott egynyolcad fehérfarkú szarvas–hétnyolcad öszvérszarvas hibrid sem tud íly módon menekülni. E hibridek „szabadban” csak a vadasparkokban találhatók meg, ahol mind a két szülőfaj létezik és az ember irtja a ragadozókat.

## Névrokonok
A pézsmaszarvasok (Moschidae) és az úgynevezett egérszarvasok (Tragulidae) nem a szarvasfélék közé tartoznak, hanem a párosujjú patások két külön családját alkotják. A 20. század végéig úgy vélték, hogy a pézsmaszarvasok és szarvasok testvértaxonok; azonban a molekuláris vizsgálatok bebizonyították, hogy a pézsmaszarvasok valójában a tülkösszarvúakkal (Bovidae) állnak közelebbi rokonságban. Becslések szerint a szarvasfélék körülbelül 28-27 millió éve válhattak le a tülkösszarvúak és a pézsmaszarvasok közös csoportjáról.

## A szarvasfélék és az ember

### Gazdasági jelentőségük
A szarvasok már régóta fontosak az ember számára mivel húst, fegyvert és ruházatot adnak neki. A skandináv és kola-félszigeti számik és Oroszország más nomád népei rénszarvasokat tartanak húsukért, bőrükért és szállítóeszközként.
Az észak-amerikai rénszarvas alfajokat, karibukat nem szelídítették, mint Európában, de azért az inuitoknak is fontosak voltak ezek az állatok. Az Amerikai Egyesült Államok legnagyobb szarvashúst beszállító országa Új-Zéland. A szarvasokat Új-Zélandra az európaiak telepítették be; itt az állatok hamar elszaporodtak. A nagyszámú szarvasállomány jelentős természeti kárt okozott, ezért vadászattal és mérgezéssel próbálták megállítani terjedésüket. Aztán az 1960-as években létrehozták a szarvasfarmokat. Manapság Új-Zélandon több mint 3500 szarvasfarm van, amelyeken több mint 400 000 állat él.
Számos közgazdász szerint a szarvastenyésztés a vidéki Amerikai Egyesült Államok gazdaságának leggyorsabban fejlődő ága. A Texas A&M Egyetem szerint manapság Texas állam a legnagyobb szarvastenyésztő az országban, több mint ezer szarvasfarmmal. Texasban a szarvasfarmok 650 millió dolláros jövedelmet hoznak az államnak. Az Amerikai Egyesült Államokban az összes szarvasfarm 893,5 millió dollárt jövedelmez. A szarvasfarmokból egyéb ágazatok is hasznot húznak, például azok amik ellátják a farmokat táplálékkal, gyógyszerrel és üzemanyaggal, valamint a feldolgozó helyek. Így a szarvastenyésztés 2,3 milliárd dolláros értékre rúg. A szarvasfarmok a vadászok számának növekedéséhez is hozzájárultak. A vadászok 757 millió dollár hasznot hoznak e farmoknak. Összeadva a fenti számokat, az Amerikai Egyesült Államoknak több, mint hárommilliárd dolláros nyeresége van a szarvastenyésztésből. A szarvasfarmok 29 199 munkahelyet biztosítanak az országban.
A járművek az állatok elgázolásával jelentős gazdasági veszteséget okoznak az állam számára. A National Highway Traffic Safety Administration szerint, az Amerikai Egyesült Államokban évente 1,5 millió szarvasfélét ütnek el. Ezekben a balesetekben körülbelül százötven ember hal meg és 1,1 milliárd dolláros kár keletkezik.
Az északi sarkkör népeinek a tengeri emlősök vadászata mellett a szarvastenyésztés is jövedelmet hoz. 2004-ben ezen a zord tájon 869 ember foglalkozott ezzel a munkával. A fehér bevándorlók csak a szarvastenyésztés ágazatából nem tudták kiszorítani az őslakos északi népeket. A szarvastenyésztés nemcsak gazdasági szemszögből fontos e népeknek, hanem a hagyományok megőrzése szempontjából is.
A Csukotka autonóm körzet kormányzata (Oroszország) 2001-től fellendítette a mezőgazdaságot, köztük a szarvastenyésztést is. 2006-tól a szarvasfarmok évente 25,6 millió rubelt jövedelmeznek. Csak ez évtől, évente 12 000 állatot vágnak le a körzetben. Kanhalan faluban egy szarvasfeldolgozó központban 220–240 tonna szarvashúst dolgoznak fel. A szarvas csaknem minden részét hasznosítják: agancsát, háncsát, bőrét és húsát; ezekből dísztárgyakat, ruhákat, lábbelit, táplálékot és gyógyszereket állítanak elő. A közgazdászok szerint 2020-ig Oroszországban évente 4,7 millió dollárral fog nőni a bevétel.
A kínai Hajnan tartomány Lingshan megyéjében szikaszarvasfarm létezik. A farmon több, mint hatszáz állat él. Itt tanulmányozzák, levágják, feldolgozzák és helyben el is adják a szarvasokat. Több, mint tízféle terméket készítenek, mint például a méhlepénypasztát, szárított húst, szarvascsont likőrt és szarvaszsírt.
A szarvasfélék közül a rénszarvast a lappok és más északi népcsoportok évezredek óta félvad csordákban tartják. Ázsiában, Szibéria és Kína egyes részein a gímszarvas egyes alfajait, a maral és a pettyes miluszarvast is már évszázadok óta tartják fogságban. Ezek az állatok azonban évente csak egyszer kerülnek emberközelbe, akkor, amikor a bikák barkás, még félig kifejlett agancsát levágják. A levágott úgynevezett háncsos agancsból, a pantból készítették az ősi néphagyomány szerint gyógyító, roboráló hatású port vagy alkoholos kivonatot. Az így tartott szarvasok azonban nem tekinthetők háziasítottnak.

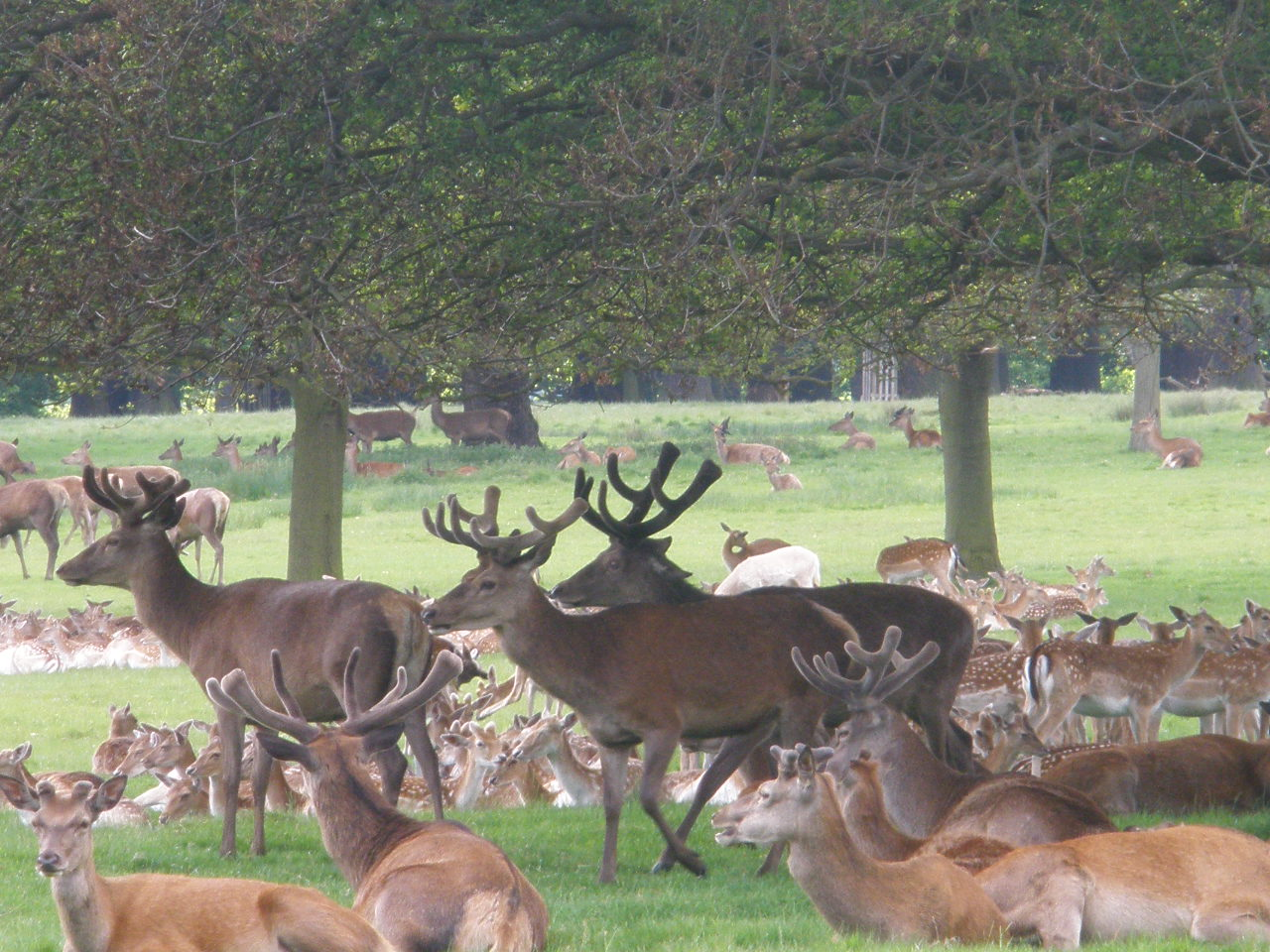
Vegyes szarvas csorda az angliai Richmond Parkban. A csorda gímszarvasokból (Cervus elaphus) és dámszarvasokból (Dama dama) áll

Európában a gímszarvast (és kisebb mértékben az európai dámvadat is) régóta tartotta az ember vadaskertekben. A vadhús nagy valószínűség szerint   egészen a 17. századig, a mezőgazdasági tevékenység intenzívebb módszereinek elterjedéséig, jelentős szerepet játszott az ember húsellátásában. Jellemző, hogy például Angliában és Skóciában több mint 2300 szarvaspark létezése bizonyítható a középkorban. E vadasparkok elsődleges funkciója a vadászatok terítékének biztosítása volt, de a melléktermék, a hús előállítása kétségtelenül lényeges elemét képezte az adott időszak gazdaságának (Fletcher, 1998). Igaz ugyan, hogy a vadászat a középkori Európában a főurak, magas rangú egyházi méltóságok, fejedelmek, királyok és hivatásos vadászok kiváltsága volt, a vadorzást mindenhol kegyetlen szigorral büntették, a büntetés alól még a nemesek sem voltak kivételek. Magyarországon is számos bizonyítéka van vadaskertek létesítésének, többek között IV. Béla Zólyom vármegyei vadaskertje, Mátyás király Buda melletti, nyéki vadaskertje érdemel külön is említést. A vadaskertek a vad megóvását is szolgálták, télen a vad etetéséről is gondoskodtak. Egy sokkal korábbi példa: II. Géza egyik, 1157-ben kiadott oklevelében rendelkezett sózók létesítéséről a szarvasok részére. Már a 15. században nemcsak a királynak, hanem a nagybirtokokkal rendelkező főuraknak, sőt tehetős polgároknak is volt vadaskertjük. A 16–17. században is nagy jelentőségűek voltak a vadaskertek, mert ezekben lehetett az akkori kezdetleges vadászfegyverekkel rövid idő alatt biztonsággal nagyobb mennyiségű vadat ejteni. Ünnepi alkalmakra Bécsbe, az országgyűlésre a magyar vadaskertek szolgáltattak nagy mennyiségű vadhúst (Csöre, 2000). A szarvashús az előkelő réteg étlapjáról ritkán hiányozhatott (Cey-bert, 2003).
Amint az az előzőekben röviden összefoglaltakból kitűnik, Európában már évszázadok óta érdemben és céltudatosan foglalkoztak a nagyvad és különösen az elismert „vezérállat”, a gímszarvasállomány hosszú távú fenntartásával, létfeltételeinek biztosításával, akár vadasparkokról, akár egyéb vadászterületekről is van szó.
A Kárpát-medence természeti adottságai kiváló élőhelyet biztosítanak legtöbb nagyvad fajunknak, köztük a gímszarvasnak is. Alapvetően ennek köszönhető, hogy hazánk gímszarvasállománya világhírnévre tett szert. A Magyarországra történelmileg jellemző nagybirtokrendszer, majd a nagyüzemi gazdálkodás, nagyvadjaink számára igen kedvező életfeltételeket biztosítottak. Ennek köszönhetően a szarvasállomány folyamatosan nőtt, az 1960-as mintegy harmincezres létszám az 1980-as évek végére megközelítette a százhúszezret (Sugár, 2003). Ez az időszak kivételes helyzetet teremtett, mert szabad területen olyan vadsűrűség alakult ki, amely szinte a vadaskerti állománysűrűséggel is felvette volna a versenyt. Az 1990-es években bekövetkezett privatizáció a tulajdonviszonyok változását eredményezte, egyre sürgetőbbé vált a mezőgazdasági és az erdei vadkárok mérséklése. Ez természetesen a populáció létszámának jelentős csökkentését eredményezte, ami érthető módon kihatott a vadászati lehetőségek romlására is. Ez a tény indította el azt a vadaskert „építési lázat”, amely még napjainkban is tart: összesen mintegy száz vadaskert létesült. A vadászatból közel tízmilliárd forint árbevétele származik hazánknak. Felbecsülhetetlen annak értéke is, amelyet a külföldi bérvadászok személyes kapcsolataik révén, illetve más gazdasági befektetéseikkel jelentenek az országnak. Jelenleg körülbelül háromezer gímszarvast tartanak főleg vegyes állományú vadaskertben.
A magyarországi bőszénfai szarvasfarmon található Európa egyik legnagyobb zárttéri vadállománya. Itt több mint ezerkétszázgímszarvas és háromszáz európai dámvad él.

### A szarvasok a kultúrában

#### Címertan
A szarvasokat a címertanban inkább a bikák jelképezik, csak kivételesen a tehenek, főleg az angol és skót heraldikában, ahol néha a szarvasborjú is előfordul. Ezeket nehéz elkülöníteni a többi szarv nélküli patástól, és csak a címerleírás ad eligazítást. A bikák feje és agancsa a pajzsokon is jelen volt. A legrégibb címereken csak a szarvasfej szerepelt. Szarvasos pajzsa van az angliai Hertfordshire megyének és megyeszékhelyének, Hertfordnak is; mindkettő jó példa az „éneklő/beszélő pajzsra”.
Néhány norvég város címerén is szarvasbika vagy csak agancs található, ilyenek: Gjemnes, Hitra, Hjartdal, Rendalen és Voss. Szarvas van az izraeli posta címerén is.

Raon-aux-Bois címere, Franciaország
Dotternhausen címere, Németország
Thierachern címere, Svájc
Friolzheim címere, Németország
Bauen címere, Svájc
Albstadt címere, Németország
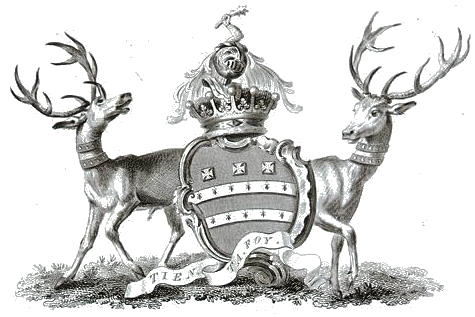
A Bathurst earl-ök címere
Gjemnes címere, Norvégia
Hitra címere, Norvégia
Hjartdal címere, Norvégia
Voss címere, Norvégia
Rendalen címere, Norvégia
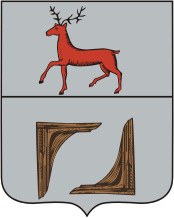
Balahna címere, Oroszország

#### Szokások és hagyományok
Jankovics Marcell írja a szarvasról: „Ősapáink vadászok voltak. Ezért van az, hogy minden nép, amelynek szülőföldje a szarvasféléknek is hazája volt, e koronás vadnak „helyet adott” mitikus emlékezetében. Egy másik tanulmányában az égen is elhelyezi a csodaszarvast, illetve meghatározza helyét.
A ránk maradt szarvasmondák egyik típusa eredetmítosz. Hősnője egy totemállat, szarvas ősanya, „akit” fiútestvérek ragadozó állat vagy vadász képében űznek. És eredetmítosz olyan értelemben is, hogy e csodaszarvas egyúttal a vadászősök vezércsillaga, amely üldözőit jövendő hazájukba csalogatja, vezeti. A mondabeli szarvasünő természetfölötti lény: ünő létére agancsos, olykor hat lába van, emberi ruházat nyomait viseli magán (például díszes szalag van rákötve), csillagos a szőre, arany a patája, a Napot és a Holdat hordja a szarván, a testén.
A magyar csodaszarvasmondának – Hunor és Magor mondájának – mása, előképe finnugor nyelvrokonainknál és a népvándorláskor lovas népeinél is föllelhető, de ismerték azt a kelták, a görögök, a perzsák, a hinduk, a mongolok, a kínaiak és mindenekfölött a szkíták, akikről – pontosabban közép-ázsiai csoportjukról, a szakákról – Abaev kinyilatkoztatja: magukat szarvas népének nevezték. (Egyetlen ókori forrás sem említi a szkíta vagy a szaka nevet ilyen értelemben.) A szarvastotem mondájának még indián párhuzamairól is tudunk! A legismertebb szarvas istennő a görög Artemisz, akit mint az Állatok Úrnőjét eredetileg szarvasalakban imádtak, s csak a görög vallás humanizálódásával öltött véglegesen emberalakot, és lett maga a szarvas csupán a kísérője.
A szarvasmondák másik típusának hőse a mitikus szarvasbika, a csodaszarvasünő férfi- vagy fiúpárja. Ő volt Cernunnos, a kelta napisten, Aktaión, Artemisz szerelmese, a regősének csodafiúszarvasa, akinek szarván ezer misegyertya (csillag) ragyog. Véle rokon a népművészet „virágos beszédű” szarvasa is.
A keresztény korban Krisztus jelképeként élt tovább e „csodafiúszarvas”, mégpedig úgy, mint aki a hit „tiszta forrásához” vezeti el üldözőit.
Eme égi jelekkel ékes szarvasoknak – de a szarvasvadászat jelenetének is – több csillagképmását ismerjük. Például egy lapp csillagmondában az égi szarvas nem más, mint a tejúton „gázló” Auriga, Perseus és Cassiopeia csillagképeknek az együttese. Ez utóbbi – W alakú – csillagzat a csillagünő agancsa; a régiek szerint a magyarok csillaga volt. Az égi szarvas őszi-téli csillagkép; a szarvasbőgés idején már fenn ragyog az éjszakai égen.”
A szarvas fogalma, mint szimbólum vagy jelkép sok mondában, népi hagyományban ismeretes. Így például a csodaszarvas legendája, amely a hun-magyar mondakörben és a magyar népi hagyományokban is ismert mitikus állat.
Szent Hubertusz keresztet látott egy szarvasbika agancsai között, amikor Nagypénteken vadászni ment. A látomás következtében megkeresztelkedett.
Honda Tadakacu (1548–1610) szamuráj, aki nagyra becsülte a szarvasokat, agancsokat viselt a sisakján.
A jaki (Yaqui) népnél van egy tánc, melyet csak Nagyböjtben és Húsvétkor ad elő egy úgynevezett húsvéti szarvastáncos, jellegzetes jaki szarvasdal (maso bwikam) kíséretében.
A délkelet-alaszkai tlingit indiánoknál a szarvas a béke jelképe.
Világszerte a jól ismert Santa Claus szánját rénszarvasok húzzák.
Az Andokban több prekolumbiánus tárgy szarvas formájú.

#### A szarvasok az irodalomban és a filmvilágban
A világirodalom rengeteg íróját ihlette a szarvasok világa. Néhány közülük:
Rudolf Erich Raspe Münchhausen báró csodálatos kalandjai című könyvének 4. fejezetében Münchhausen báró egy vadászat során szarvast akar lőni, de töltényei elfogytak, ezért cseresznyemagokkal lő az állatra, amelyik természetesen elmenekül. A báró egy év múlva újra találkozik a szarvassal, melynek fejéből egy cseresznyfa nőtt ki.
A világirodalom és a filmvilág jól ismert alakja „Bambi”, amelyet 1923-ban Felix Salten novellagyűjteményében alkotott meg. Alakja a könyvben európai őz, de az 1942-ben Disney által készített animációs film már fehérfarkú szarvasként mutatja be Bambit, a kis hőst a nagyközönségnek.
1938-ban adja ki Marjorie Kinnan Rawlings a Pulitzer-díjas „The Yearling” című regényét, amely egy fiú és egy szarvasborjú barátságáról szól. Később a könyvből filmet is készítettek, melyet Oscar-díjra jelöltek.
C. S. Lewis „Narnia Krónikái” című sorozat első könyvében, melynek címe „Az oroszlán, a boszorkány és a ruhásszekrény”, a felnőtt Pevensie testvérek, akik Narniában már királyok és királynők egy Fehér Bikát üldöznek, amelyről azt tartják, hogy ha elfogják egy kívánságot teljesít.
Colin Dann a „The Animals of Farthing Wood” című meseregény sorozatban egy The Great White Stag (A Nagy Fehér Bika) nevű szarvas feladata az, hogy a White Deer Park Rezervátum állatait kormányozza.
David Clement-Davies „Fire Bringer” című regényében egy fiatal szarvasborjúról szól, amelynek feladata Herla népének megmentése.
J. K. Rowling „Harry Potter” című hétkötetes meseregény-sorozatában is visszatérő motívum a szarvas. A harmadik kötetben Harry Potter patrónusa, amelyet a dementorok elleni harcban megidéz, ezüst szarvasbika alakját ölti. Ugyanebből a kötetből derül ki, hogy Harry apja, James Potter képes szarvasbikává változni. Az utolsó kötet szerint pedig Harry anyjának Lily Potternek, illetve Perselus Pitonnak őzsuta alakjában jelenik meg a patrónusuk.
Nem utolsósorban szó esik egy 14 pontos („császári”) szarvasbikáról „A királynő” (The Queen) című filmben is, melyet Peter Morgan forgatókönyve alapján készítettek.
Jeff Lemire 2009–2013 között megjelent Sweet Tooth című negyvenepizódos képregényében – többek között – egy ember-szarvas hibrid lény kalandjait meséli el.

#### A „Szarvas” szó mint név
A magyar népesség körében nagyon elterjedt a Szarvas családnév.
Az Oscar keresztnév, mely gael nyelvből származik, jelentése: „aki szereti a szarvasokat”.
Szarvas nevű városok is léteznek.
Például: Békés vármegyében, Békéscsabától 47 kilométerre, a Hármas-Körös holtágának partján (kákafoki holtág) fekszik a Szarvas nevű város, a Szarvasi járás központja.
Több németországi várost „Hirschberg”-nek neveznek, a név egy összetett szó, amely a „Hirsch” (szarvas) és „Berg” (domb vagy hegy) szavakból tevődik össze.
Még hajót is neveztek el a szarvasokról, például a Golden Hindot („Arany Suta”), egy angol galleont, amely azért vált híressé, mert 1578-1580 között Francis Drake navigátor, felfedező és I. Erzsébet angol királynő helyettes admirálisa ezzel a hajóval kerülte meg másodszor a Földet.

#### A „Szarvas” név és a magyarok
Az ősi magyar mondakör nevezetes állata a csodaszarvas, amelynek története Kézai Simon Gesta Hungarorumában maradt fenn, s mely szerint Hunort és Magort új, letelepedésre alkalmas területre vezette a szarvas.
Békés vármegyében, Békéscsabától 47 kilométerre, a Hármas-Körös holtágának partján (kákafoki holtág) fekszik a Szarvas nevű város, a Szarvasi járás központja.
A magyar népesség körében elterjedt a Szarvas családnév.

## Fordítás
- Ez a szócikk részben vagy egészben  a   Deer című angol Wikipédia-szócikk ezen változatának fordításán alapul.  Az eredeti cikk szerkesztőit annak laptörténete sorolja fel. Ez a jelzés csupán a megfogalmazás eredetét és a szerzői jogokat jelzi, nem szolgál a cikkben szereplő információk forrásmegjelöléseként.